# رولز-رویس تراست میسورینگ ریگ
رولز-رویس تراست میسورینگ ریگ (به انگلیسی: Rolls-Royce Thrust Measuring Rig) یک موتور هواگرد ساختِ کارخانهٔ رولز-رویس لیمیتد در کشور بریتانیا است. این موتور هواگرد برای نخستین بار در ۳ اوت ۱۹۵۴ میلادی مورد استفاده قرار گرفت.